# Sparbach (Gemeinde Hinterbrühl)
Sparbach ist eine Ortschaft und eine Katastralgemeinde der Marktgemeinde Hinterbrühl im Bezirk Mödling im österreichischen Bundesland Niederösterreich. Die Ortschaft hat 254 Einwohner (Stand 1. Jänner 2024). Bis Ende 1971 war Sparbach eine eigenständige Gemeinde.

## Geografie

Sparbach um das Jahr 1872 (rechts, Aufnahmeblatt der Landesaufnahme)

Der Ort hat ca. 300 Einwohner und liegt mitten im Wienerwald. Die Waldbesitzungen gehören größtenteils dem Fürstenhaus Liechtenstein. Dazu zählt auch der Naturpark Sparbach mit der Ruine Johannstein.
Bis auf wenige Bauern ist der Ort ein Pendlerort, das heißt, die Bevölkerung fährt täglich in die im östlichen Teil des Bezirkes gelegenen Industriebetriebe oder auch nach Wien. Ein relativ großer Teil der Bevölkerung sind Zweitwohnbesitzer.
Verkehrstechnisch liegt es direkt an der Wiener Außenringautobahn (A 21), die den Ort in zwei Hälften teilt, mit der Abfahrt Hinterbrühl.

## Geschichte
Sparbach wird um das Jahr 1125 als Sparewarspach erstmals urkundlich erwähnt. Das Bestimmungswort des Namens leitet sich vom mittelhochdeutschen Wort sparwære, sperwære für  „Sperber“ ab.
Laut Adressbuch von Österreich waren im Jahr 1938 in der Ortsgemeinde Sparbach ein Friseur, zwei Gastwirte, eine Gemischtwarenhändlerin, ein Gestüt, ein Holzschnitzer und zwei Schuster ansässig. Etwas außerhalb gab es zudem ein Kalkwerk.
Mit 1. Jänner 1972 wurden im Zuge der Niederösterreichischen Kommunalstrukturverbesserung die bis dahin selbständigen Gemeinden Sparbach und Weißenbach bei Mödling nach Hinterbrühl eingemeindet.